# Františkov (Kvilda)
Františkov (německy Franzensthal) je samota, část obce Kvilda v okrese Prachatice v Jihočeském kraji. Nachází se v údolí řeky Teplé Vltavy asi 3,5 kilometru jihovýchodně od Kvildy. Prochází tudy silnice II/167. Františkov leží v katastrálním území Kvilda o výměře 31,32 km².

## Historie
Původní osada se nacházela z jedné poloviny v katastru obce Nové Hutě a druhá polovina Františkova spadá do obce Kvilda. První sklárna zde vznikla v polovině 18. století. Tato sklárna se nazývala podle blízkého skalního útvaru U Pivního hrnce. V polovině 19. století zde Franz Thun nechal pro skláře postavit domky. Nová osada byla podle něj nazvána Františkov. Sklárna zanikla v roce 1887 a některý ze sklářů složil píseň Lied von der Biertopfnot. V roce 1895 zde Jakub Kraus vybudoval papírnu a dvě vodní elektrárny. Jedna z nich je stále funkční. Papírna byla uzavřena v roce 1930. V roce 1939 byl majetek arizován a následně jej za výhodnou cenu získal říšský Němec Oskar Knäbel. Původní majitelé židé Jakub Kraus a Norbert Schneider zemřeli ve vyhlazovacích táborech. Norbert zemřel v táboře Zamość v Polsku a Jacob Kraus v Osvětimi. Za druhé světové války v bývalé papírně vznikl závod, kde se vyráběly součásti proudových stíhacích letadel Messerschmitt 262A. Objekt továrny byl v roce 1959 odstřelen Československou lidovou armádou. Dodnes jsou zde patrné zbytky zdí, šachty, sklepy a snad i vchody do areálu podzemní továrny, který je zčásti zavalen. Na místě byl 13. července 2024 slavnostně odhalen zrestaurovaný křížek od Stanislava Schneedorfa.
Františkov vznikl k 20. říjnu 2000 jako část obce Kvilda v okrese Prachatice.

## Obyvatelstvo
| Rok            | 1869 | 1880 | 1890 | 1900 | 1910 | 1921 | 1930 | 1950 | 1961 | 1970 | 1980 | 1991 | 2001 | 2011 | 2021 |
| -------------- | ---- | ---- | ---- | ---- | ---- | ---- | ---- | ---- | ---- | ---- | ---- | ---- | ---- | ---- | ---- |
| Počet obyvatel | 0    | 88   | 68   | 60   | 92   | 0    | 73   | 0    | 0    | 0    | 0    | 0    | 1    | 2    | 1    |
| Počet domů     | 0    | 6    | 5    | 3    | 5    | 4    | 4    | 0    | 0    | 0    | 0    | 0    | 2    | 2    | 1    |

## Pamětihodnosti
V katastru Františkova se nachází u silnice Kvilda – Borová Lada, několik desítek metrů od dřevěného mostku přes Teplou Vltavu (asi 210 metrů vzdušnou čarou západně od skalního útvaru zvaného Pivní hrnec), i nenápadný pomník králům Šumavy. Ten je věnován šumavským převaděčům, kteří působili v hraničním pásmu ve čtyřicátých až padesátých letech 20. století a pomáhali zde (s nasazením vlastních životů) českým občanům při přechodu přes uzavřenou československou hranici.

Fotogalerie
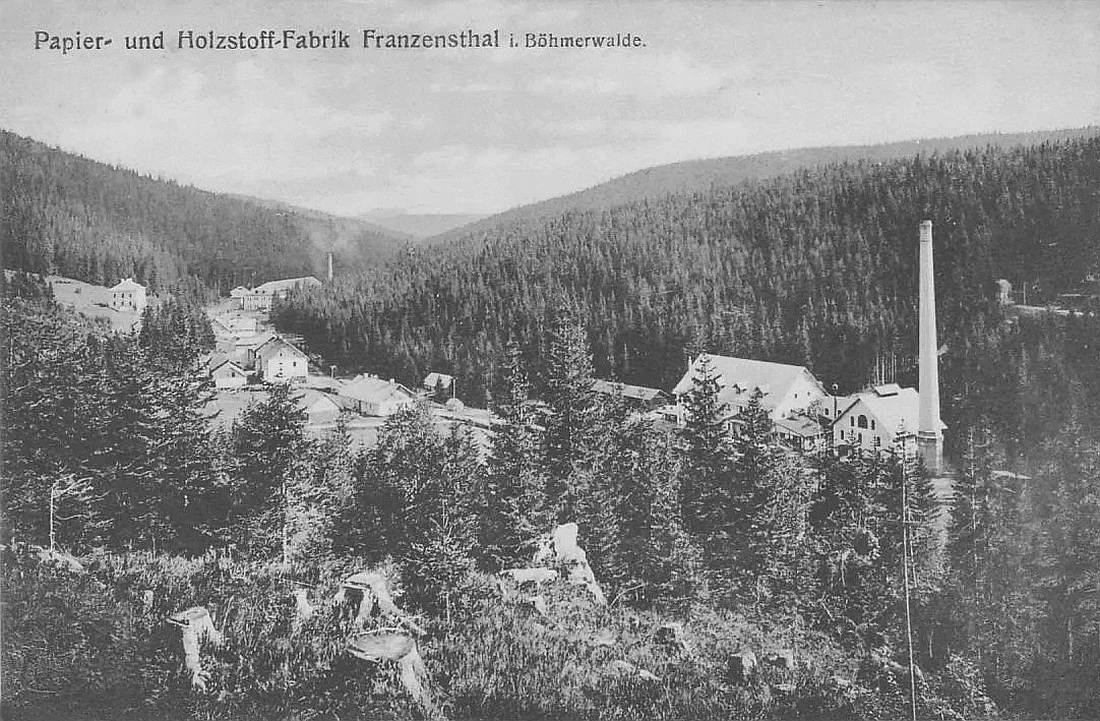
Papírna a továrna na dřevní hmotu ve Františkově (pohlednice, rok 1922)
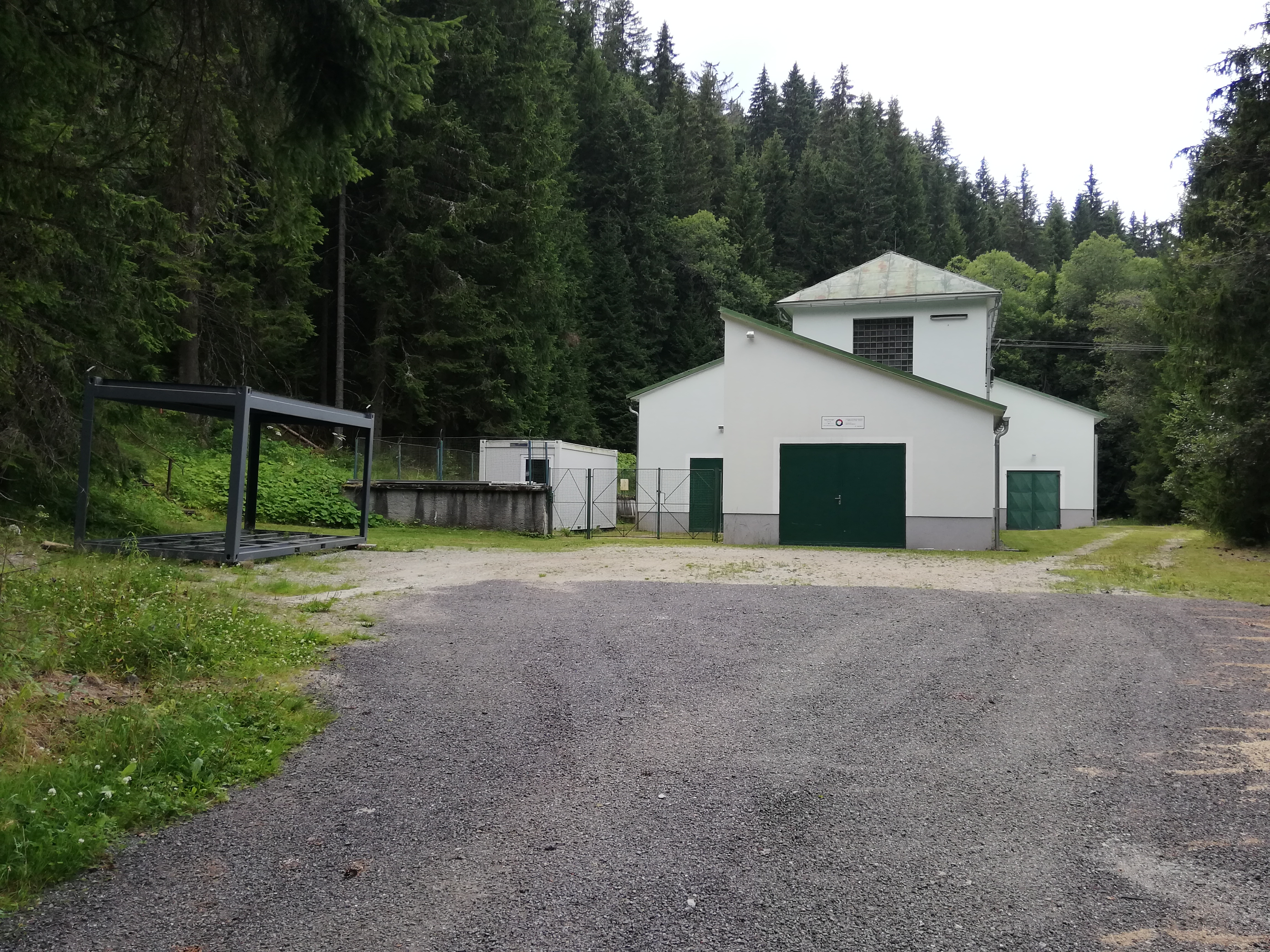
Malá vodní elektrárna ve Františkově
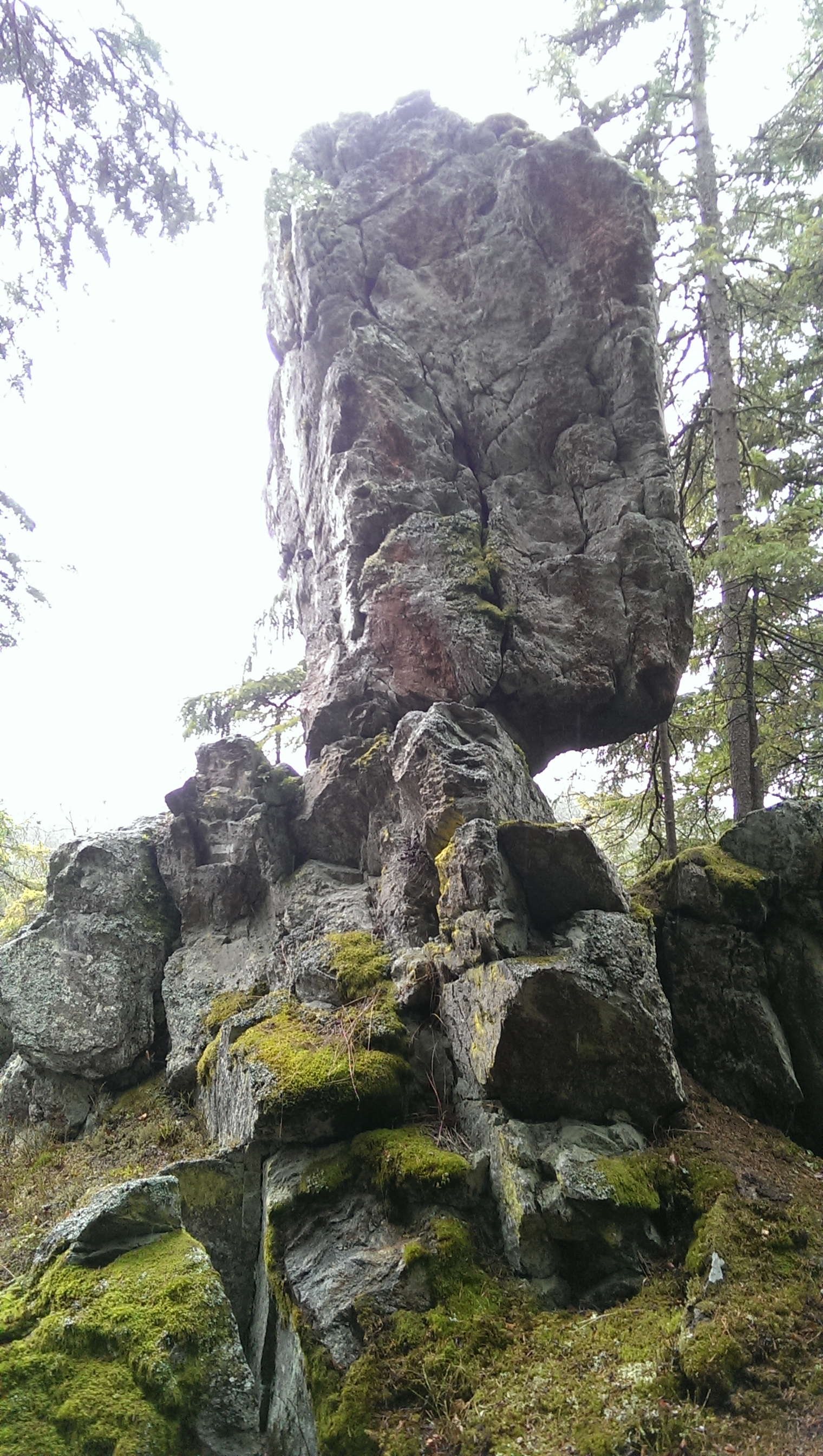
Skalní útvar Pivní hrnec (rok 2014)
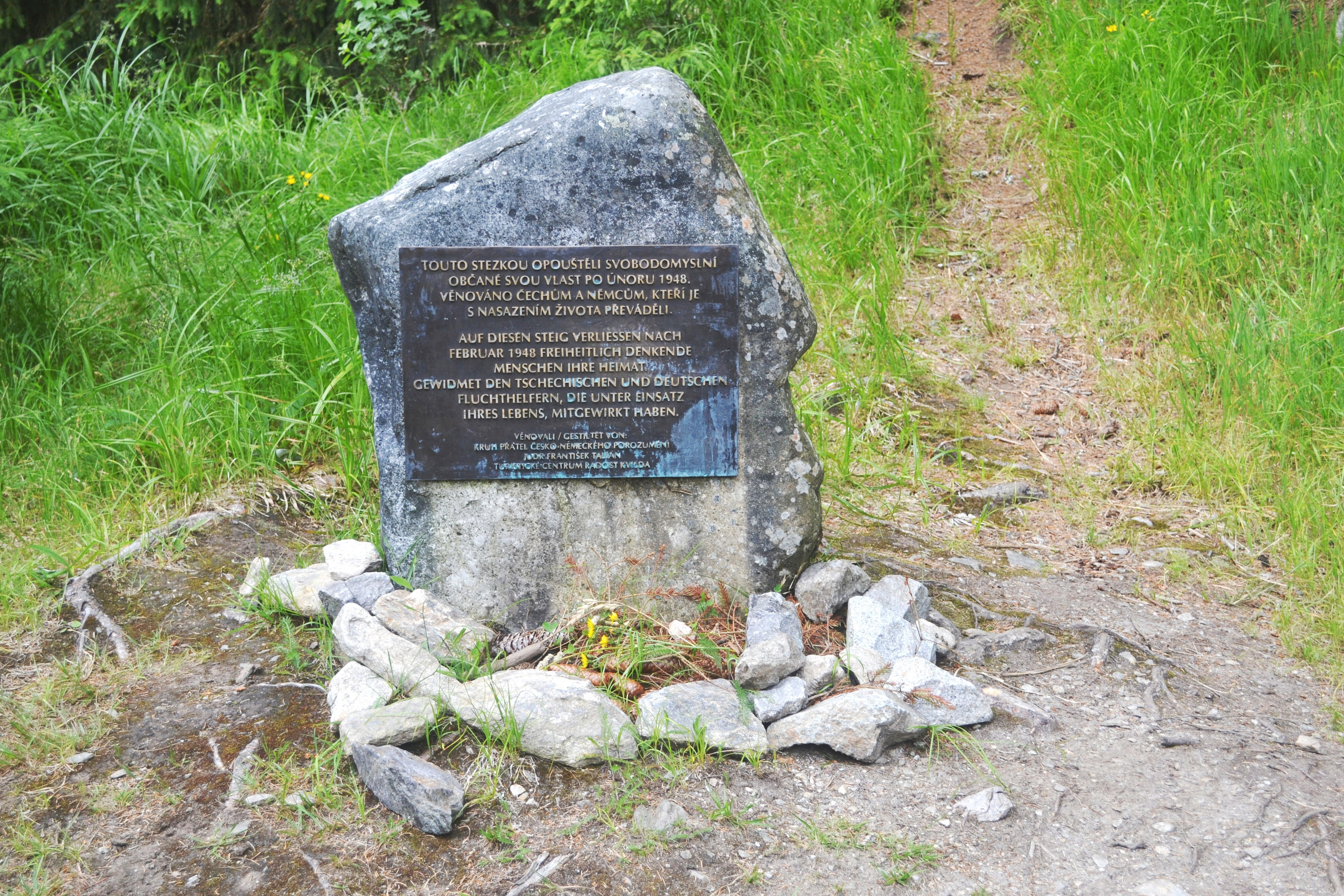
Pomník králům Šumavy